# Мінковське
Мінковське (пол. Minkowskie) — село в Польщі, у гміні Намислув Намисловського повіту Опольського воєводства.
Населення — 420 осіб (2011).

## Демографія
Демографічна структура станом на 31 березня 2011 року:
|          | Загалом | Допрацездатний вік | Працездатний вік | Постпрацездатний вік |
| -------- | ------- | ------------------ | ---------------- | -------------------- |
| Чоловіки | 213     | 45                 | 149              | 19                   |
| Жінки    | 207     | 36                 | 129              | 42                   |
| Разом    | 420     | 81                 | 278              | 61                   |